# Heinrich Holek
Heinrich Holek (* 1. Oktober 1885 in Aussig, Böhmen; † 4. September 1934 in Wien) war ein österreichischer Journalist und Arbeiterdichter.

## Leben
Heinrich war der Sohn des ungelernten Arbeiters Wenzel Holek, der ab 1910 ein erfolgreicher Schriftsteller werden sollte, und einer Ziegelarbeiterin. Auch Heinrich Holek musste als Kind in der Ziegelfabrik arbeiten. Nach seiner Schulzeit arbeitete er als Hilfsarbeiter, Pferdeknecht, Hausdiener und Möbelpacker.
Mit 17 schloss er sich in Aussig dem Verein jugendlicher Glasarbeiter an. Er war aktiv in der sozialdemokratischen Arbeiterbewegung. Ab 1910 schrieb er Reportagen für sozialdemokratische Tageszeitungen, so für die Dresdner Volkszeitung und den Berliner Vorwärts. 1914 wurde er als Redakteur der Aussiger sozialdemokratischen Zeitung Volksrecht, welche wegen kritischer Berichterstattung 1916 verboten wurde. Heinrich Holek wurde als Redakteur verhaftet. Nach seiner Haftentlassung übersiedelte er nach Wien, wo er für Gewerkschaftsblätter schrieb. Er übernahm bald die Redaktion des Fachblattes des Transportarbeiterverbandes Das Zeitrad und schrieb für die Arbeiter-Zeitung.
1925 erschien sein Buch Der graue Film. Skizzen und Reportergänge. Bis zum Februar 1934 war er Redakteur der Zeitschrift des Freien Gewerkschaftsverbandes Österreichischer Straßenbahner. 1933 wurde er Mitglied der Vereinigung sozialistischer Schriftsteller. Nach dem Februar 1934 war er Redakteur der illegalen Gewerkschaftszeitungen der Transportarbeiter und der Eisenbahner.
Am 4. September 1934 verstarb Heinrich Holek "plötzlich", wie es im Nachruf der Arbeiter-Zeitung vom 15. September 1934 heißt, wo weiters berichtet wurde: "Tausende Genossen nahmen an seiner Einäscherung teil. Die Polizei hatte alle Reden bei der Einäscherung verboten."

## Werke
- Vom Kreuzweg des Lebens : Novellen, Skizzen u. Satiren, Wien 1924
- Der graue Film : Skizzen u. Reportergänge, Wien 1925
- Unterwegs : Eine Selbstbiographie, Wien 1927